# September 2023
Dit artikel geeft een chronologisch overzicht van de belangrijkste gebeurtenissen per dag in de maand september van het jaar 2023.

## Gebeurtenissen

### 8 september
- De omgeving van Marrakesh (Al Haouz, Marokko) wordt getroffen door een zware aardbeving met een kracht van 6,8 op de Schaal van Richter. De beving vond plaats om 23.00 uur lokale tijd.[1] Op 12 september werd gesproken over een dodental van 2.901.

### 10 september
- Het oosten van Libië wordt getroffen door Storm Daniel, waaronder de stad Derna, dat door een dambreuk voor zeker 20% wordt verwoest. Op 13 september werd gesproken over een dodental van 6.872.[2][3][4]

### 19 september
- Azerbeidzjan valt Nagorno-Karabach binnen. De aanval heeft een etnische zuivering ten gevolg, tienduizenden Armeniërs ontvluchten het gebied. Bij gevechten vallen ten minste 392 doden.[5] Bij een explosie bij een tankstation op 25 september tijdens de massale uittocht vallen nog eens 218 doden.[6]

### 27 september
- Op een Iraaks trouwfeest breekt een brand uit, waarbij 113 mensen om het leven komen. 150 andere feestgangers raakten gewond.[7]

### 28 september
- In Rotterdam breekt massale paniek uit na enkele schietpartijen in de stad, waaronder het Erasmus Medisch Centrum. Er vallen drie doden. De vermeende dader (Fouad L.) wordt gearresteerd.
- Vandalen hebben een van de bekendste bomen in Groot-Brittannië, de tweehonderd jaar oude Sycamore Gap Tree in het Noord-Engelse Northumberland omgezaagd.[8]
- Als gevolg van de aanval op Nagorno-Karabach kondigt de Republiek Artsach aan dat het per 1 januari 2024 zal worden opgeheven.

### 29 september
- Voor het Europees Hof voor de Rechten van de Mens beginnen de zittingen in een rechtszaak aangespannen door een groep van zes kinderen en jongvolwassenen uit Portugal tegen de 27 lidstaten van de EU, alsmede Noorwegen, Rusland, Zwitserland, Turkije, Oekraïne en het Verenigd Koninkrijk. Zij betogen dat hardere klimaatactie nodig is om hun toekomstige fysieke en mentale welzijn veilig te stellen.

## Overleden
← · januari · februari · maart · april · mei · juni · juli · augustus · september · oktober · november · december ·  →